# 三菱自動車・3G83エンジンに関する問題
三菱自動車・3G83エンジンに関する問題（みつびしじどうしゃ・3G83エンジンにかんするもんだい）では、三菱自動車工業が製造し、同社および日産自動車が販売している軽自動車に搭載されている3G83型エンジンのリコールについて、国土交通省から改善報告を求められた事案について述べる。

## 概要
三菱自動車は、2005年（平成17年）2月に軽自動車用660 ccのガソリンエンジンである3G83型のエンジンオイル漏れの不具合を把握したにもかかわらず、その分析及び原因究明等が不十分であったため、最初の不具合情報を得てから2010年（平成22年）11月に最初のリコールを届け出るまで5年以上を費やした。その後も2012年（平成24年）12月まで3回リコールを追加したため、最終的には合計で120万台以上のリコールを行うこととなった。国土交通省が三菱自動車に立入検査を行った結果、この事案に関する法律違反はなかったとしたものの、リコール制度の趣旨に鑑み三菱自動車の対応について問題点を指摘し、同社に対し改善施策の策定・実施と報告を指示した。

## 経緯
- 2005年2月4日   - 三菱自動車は、軽自動車エンジン(3G83型)のオイル漏れの不具合の情報を入手した。
- 2006年3月17日  - 国土交通省も使用者から同様の情報を入手した。
- 2007年9月28日  - 国土交通省が三菱自動車に対してリコール監査を実施し、本件不具合に関し早急に結論を出すよう指摘した。
- 2007年12月25日 - 三菱自動車は国土交通省に「市場措置は実施しない」との中間報告を行った。
- 2008年1月28日  - 同社内の市場措置検討会でオイル漏れ事象に対し措置不要の方針を決定した。
- 2008年2月15日  - 国土交通省は、道路運送車両法の規定に基づき、独立行政法人交通安全環境研究所に依頼し、技術検証を開始した。
- 2008年3月24日  - 三菱自動車の常務会において、市場措置は実施しないとの結論が最終決定された。
- 2009年10月14日 - 国土交通省は、オイル漏れに対し市場措置を実施すべきと口頭で指摘した。
- 2009年12月3日  - 国土交通省は、再度市場措置を実施するよう指摘した。
- 2010年11月11日 - 三菱自動車は、この事案について最初のリコールの届出を、国土交通省に行った。
- 2011年10月     - 三菱自動車の従業員から同社に対し、第１回リコール届出の対象範囲に関する問題点を指摘する通報があった。
- 2012年1月26日  - 同事案で2回目のリコールを届出を行った。
- 2012年2月      - 三菱自動車の従業員から同社に対して、国土交通省へのリコール届出時の内容や説明等に関する問題点を指摘する通報があった。
- 2012年3月6日   - 同事案で3回目のリコールを届出を行った。
- 2012年3月15日  - 三菱自動車は、この事案に関する外部有識者委員会を設置した。
- 2012年12月19日 - 同事案について4回目のリコールを届出を行った。 国土交通省はリコールへの対応が消極的であったとして、三菱自動車に対し口頭で厳重注意を行った上で、同社が報告してきた改善施策について、その実施状況を３月末を目処に報告するよう指示した[1][2]。
- 2012年12月25日 - 国土交通省から道路運送車両法に基づく調査を受けた。(本社や岡崎市の品質統括本部等9箇所)
- 2013年3月29日  - 三菱自動車は改善施策の実施状況について、国土交通省に報告を行った[3][4]。
- 2013年4月23日  - 国土交通省は、三菱自動車に立入検査を行った結果、法律違反に該当するものはなかったとしたものの、同社の社内調査結果報告書では触れられていなかった問題点を指摘し、改善施策の策定・実施と報告を指示した（詳細は下記参照）[5][6]。
- 2013年6月18日  - 三菱自動車は、国土交通省に対し改善施策を報告した[7][8]。

## 国土交通省の指摘
2013年4月23日に、国土交通省が指摘した事項は、下記の通りである。
1. 不具合情報の収集・分析
  - 販売店に対する不具合情報の発信の指示が徹底されておらず、市場からの不具合情報を十分に吸い上げられていなかった。
  - 販売店から、リコール対象となっていない期間の車両のオイルシールの抜けに係る不具合情報が上がってきていたにもかかわらず、同社として確認できていないという理由のみで「抜け不具合はない」とした。
2. 原因究明
  - 三菱自動車が会社として、2008年1月に「措置不要」の結論を出してからの2年以上、原因究明作業が実質的に行われていなかった。
  - 第1回リコール届出（2010年11月）後、その時点でリコール対象とならなかった車両における不具合について原因究明が適切に行われていなかった。
3. 国土交通省に対する説明
  - 車両の不具合発生状況の説明や、データの取扱・提示等が不適切だった。
4. 検査結果総括
  - 今般の報告書を踏まえ、三菱自動車が改善策を講じ、迅速かつ的確なリコールを実施することが必要である。
  - 国土交通省としても、得られた知見等を活用し、三菱自動車を適切に指導・監督していく。